# Niederrheinischer Höhenzug
Der Niederrheinische Höhenzug ist ein Höhenzug, der sich mit mehreren Unterbrechungen in einem weiten Bogen zwischen dem Tal des Rheines im Osten und dem der Niers im Westen durch das Niederrheinische Tiefland von Krefeld bis nach Nijmegen zieht. Er wird, insbesondere in der naturräumlichen Gliederung Deutschlands auch Niederrheinische Höhen genannt, wobei die naturräumliche Einheit die südlichsten Erhebungen nicht mitrechnet. Der Höhenzug erhebt sich stellenweise bis auf mehr als 100 m Höhe über dem Meeresspiegel und damit mehr als 60 m über die umliegenden Niederterrassen des Ur-Rheines und wurde in der vorletzten Eiszeit, der Saale-Kaltzeit, durch die Eisränder der von Nordosten kommenden Gletscher geformt.

## Geologischer Hintergrund

### Entstehung / Erdgeschichtliche Einordnung
Der Niederrheinische Höhenzug entstand in der Endphase des Mittelpleistozäns auf dem Höhepunkt der Saale-Kaltzeit vor etwa 250.000 Jahren. In dieser Phase wurde, ausgehend von Skandinavien, ganz Nordeuropa von Inlandeis bedeckt. In mehreren Schüben (Stadialen) drang das Eis über Norddeutschland und das Nordseebecken nach Südwesten vor und erreichte in der Zeit der maximalen Ausbreitung, im Drenthe-Stadial, über die Westfälische Bucht auch die Niederrheinische Tiefebene und die Niederlande. Der südwestlichste Vorstoß reichte in den Niederlanden bis hinter Amersfoort (Gelderse Vallei, Gelderland) und wird daher auch Amersfoort-Stadium genannt.
Im Bereich des Niederrheines können für das Drenthe-Stadial zwei leicht versetzte Eisrandlagen (Staffeln) unterschieden werden: Das Stadium des maximalen Eisvorstoßes wird durch die Krefelder Staffel markiert (auch Neusser Staffel genannt, weil ihr südliches Ende in Neuss liegt). Etwas weiter östlich liegt die schwächer ausgebildete Kamper Staffel, benannt nach ihrem südlichen Ende, dem Kamper Berg bzw. dem darauf erbauten Kloster Kamp. Letztere wird auch Mintarder Staffel genannt, da das Eis in diesem Stadium bis Mintard in das Tal der Ruhr vordrang und dort eine deutlich ausgeprägte Stauchmoräne hinterließ. Unklar ist, ob die Kamper Staffel die jüngere oder die ältere ist, das heißt ob das Eis der Krefelder Staffel die Kamper Randlage überfuhr und teilweise überformte oder ob die Kamper Staffel hinter der Krefelder Staffel zurückblieb und später durch Schmelzwässer und den Rhein erodiert wurde.

### Aufbau
Mit seinen vor- und nachgelagerten Bereichen zeigt der Höhenzug in seiner Morphologie typische Merkmale der glazialen Serie. Der Niederrheinische Höhenzug ist charakterisiert durch eine relativ steile Kante an der Nord- und Ostseite und eine flacher abfallende Süd- und Westseite.
Die steile Nord-Ost-Seite ist eine typische Stauchendmoräne. Die von Norden und Osten vordringenden Eismassen der am Rand mehr als 100 Meter hohen Gletscher pressten durch ihr hohes Gewicht die gefrorenen oberen Schichten des Untergrundes (bestehend vor allem aus Sand-, Kies- und Schotterablagerungen des Rheinbettes) zusammen, schoben diese auf den gleitfähigen tieferen Schichten (bestehend aus Schluffen und Tonen) vor sich her und stauchten das Material an der Vorderkante zu einem Wall. Der Wall besteht daher überwiegend aus dem oberflächennahen Material der Mittelterrasse des Rheines mit eingelagerten Resten tiefergelegener pleistozäner und tertiärer Schichten. Im Stauchwall finden sich auch Reste von Geschiebemergel, größere Geschiebebrocken und einzelne Findlinge, die das von Skandinavien vordringende Inlandeis auf dem Weg aufnahm und bis dorthin transportierte.
Die flache Süd-West-Seite besteht hauptsächlich aus angelagerten Sanderterrassen und -kegeln mit Ablagerungen von Fließerde und äolischen Sedimenten, insbesondere Löss. Die Terrassen sind in südwestlicher Richtung an vielen Stellen von Rinnen und Mulden durchzogen, die in periglazialen Phasen der Saale- und Weichsel-Eiszeit durch das Abfließen von Schmelzwasser entstanden sind und die heute Trockentäler bilden.
Auf der Nord- und Ostseite des Stauchwalles, dort wo ehemals das Gletschereis lag, sind nur an wenigen Stellen die typischen Grundmoränen und Zungenbecken (Loben) der glazialen Serie erkennbar. Zumeist wurde dieser Bereich nach der Saale-Eiszeit, als sich der Ur-Rhein im Laufe der Wechsel von Warm- und Kaltzeiten nach Osten verlagerte, vom Rhein vollständig erodiert und durch jüngere Sedimente überlagert. An mehreren Stellen wurde der Stauchwall von Armen des verwilderten Rheines durchbrochen und abgetragen.

## Naturräumliche Gliederung
Im Handbuch der naturräumlichen Gliederung Deutschlands (vorläufige Karte 1:1.000.000 1954, 6. Lieferung 1959, Karte 1:1.000.000 1960) wurde der Hauptteil des Niederrheinischen Höhenzugs als eigenständige Haupteinheit 574 der Haupteinheitengruppe Niederrheinisches Tiefland (57) ausgewiesen. Diese wurde im Jahr 1977 im Einzelblatt 95/96 Kleve/Wesel in zwei Zusammenhangskomponenten untergliedert. Die größtenteils in den Niederlanden liegenden linksrheinischen Höhenzüge bekamen in diesem Blatt ebenfalls (und erstmals) den Rang einer Haupteinheit (579: Eltener Höhen).
Im Jahr 1963 war auf Blatt 108/109 Düsseldorf/Erkelenz der südliche Teil des Höhenzugs mit dem Schaephuyser Höhenzug gegliedert worden, der sich aber nach Handbuch und auch im Einzelblatt im Gebiet der Haupteinheit 573 Kempen-Aldekerker Platten (Niersplatten) befand, und der Schaephuyser Höhenzug erhielt die Nummer 573.5. Endmoränenreste südlich und südöstlich des Haupt-Höhenzug bzw. der Bönninghardt und östlich der Kammlinie des Schaephuyser Höhenzugs wurden wiederum, genau wie der Hülser Berg als südlichste Fortsetzung des Schaephuyser Höhenzuges, auf beiden Blättern als Singularitäten der Teileinheit 575.01 Moerser Donkenland der Haupteinheit 575 Mittlere Niederrheinebene ausgewiesen.
Der Niederrheinische Höhenzug gliedert sich naturräumlich insgesamt wie folgt:
- (zu 57 Niederrheinisches Tiefland)
  - 579
  - 574 Niederrheinische Höhen,[9] von Nordwest nach Südost:
    - 574.6 Kranenburger Höhenrand
    - 574.5 Reichswaldhöhen mit dem Klever Reichswald; in NL bis 99,8 m,[11] am Klever Berg 106,8 m[12]
    - 574.4 Pfalzdorfer Höhen, am Monreberg bis 72 m[9]
      - 574.40 Pfalzdorfer Löß-Plateau
      - 574.41 Pfalzdorfer Höhenrand

    - 574.3 Uedemer Bruch
    - 575.2 Balberger Höhenrücken, im äußersten Süden, östlich des Aussichtsturms Dürsberg, bis 92,0 m[12]
      - 575.20 Balberger Sandlöß-Rücken
      - 575.21 Balberger Höhenrand

    - 574.1 Hees (eigene Zusammenhangskomponente), bis 76,1 m[12]
    - 574.0 Bönninghardt (eigene Zusammenhangskomponente), bis 59,7 m[12]

  - (zu 575 Mittlere Niederrheinebene)
    - (zu 575.01 Moerser Donkenland)
      - Kamper Berg (42 m)[9] im W, und Niersenberg (41 m)[9] im O
      - Dachsberg (57 m)[10]
      - Eyller Berg (63 m)[10]
      - Rayener Berg (64 m)[10]
      - Gülixberg (44 m)[10]

  - (zu 573 Kempen-Aldekerker Platten)
    - 573.5 Schaephuyser Höhenzug (bis 82 m)[12]

  - (zu 575 Mittlere Niederrheinebene)
    - (zu 575.01 Moerser Donkenland)
      - Hülser Berg[10] (63,7 m)[12]

Der rechtsrheinische Teil des Höhenzugs gliedert sich wie folgt:
- (zu 57 Niederrheinisches Tiefland)
  - 579 Eltener Höhen (= Bergherbos), am Hettenheuvel 91,6 m[11], in D am Eltenberg bis 82,4 m[12]
    - 579.00 Eltener Strauchwall-Höhen
    - 579.01 Eltener Höhenrand

## Verlauf und Abschnitte

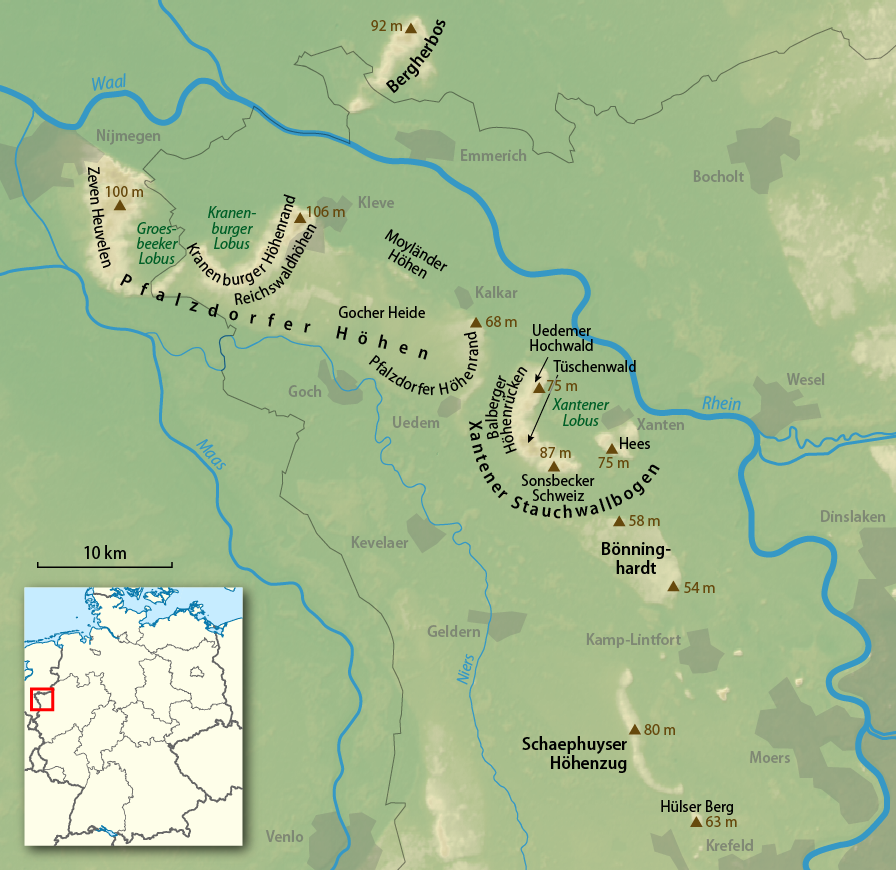
Topografische Karte mit Beschriftung der Hauptabschnitte und angrenzenden größeren Ortschaften

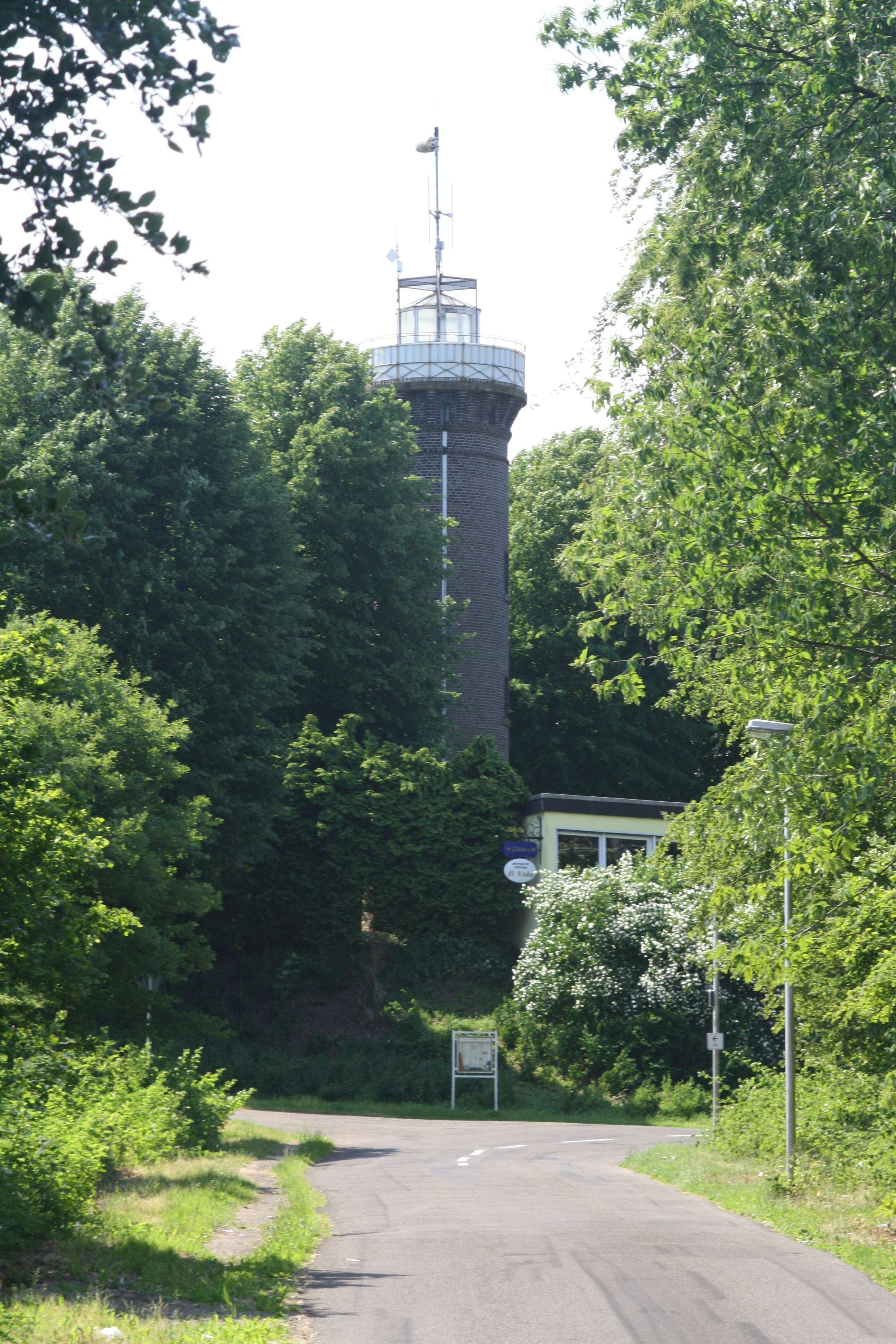
Der Aussichtsturm auf dem Klever Berg, der höchsten Erhebung des Niederrheinischen Höhenzuges

Der Niederrheinische Höhenzug lässt sich von Südosten nach Nordwesten in mehrere Hauptabschnitte unterteilen, die durch Einschnitte abgegrenzt sind, die bis auf die Niederterrasse des Rheines herabreichen:
Der Höhenzug (genauer gesagt die Neusser/Krefelder Staffel) ist schwach bereits etwa ab Neuss auszumachen. Im Bereich von Neuss über Meerbusch bis Krefeld wurde der Endmoränenwall aber durch den Rhein so weit erodiert, dass er heute nur noch stellenweise als flacher Geestrücken erkennbar ist.
Erstmals deutlicher in Erscheinung tritt der Höhenzug nördlich von Krefeld mit dem sehr markanten Hülser Berg (63 m). Nördlich davon folgt ein Einschnitt, heute durchflossen vom Siebenhäuser Abzugsgraben. Im Bereich östlich des Hülser Berges wurde der Stauchwall durch überfahrendes Eis und durch den Rhein so stark erodiert, dass nur noch der Egelsberg (51 m) als relativ flacher Inselberg stehen blieb. Dieser ist aber nicht Teil der ursprünglichen Stauchendmoräne, sondern das Reststück einer am unteren Niederrhein verbreiterten fluvioglazialen Sanderterrasse, die infolge des flachen Reliefs und des nährstoffreichen Bodens überackert ist.
Den zweiten Hauptabschnitt bildet der Schaephuyser Höhenzug, der sich von Tönisberg westlich an Schaephuysen und Rheurdt vorbei bis zum Oermter Berg erstreckt. Höchster Berg hier ist der Saelhuyser Berg mit 80 m. Westlich des Schaephuyser Höhenzuges, der nach Osten steil abfällt, schließt sich die flache Aldekerker Platte an, ein Rest der Hauptterrasse. Die Schaephuyser Höhen enden im Norden an einem breiten Einschnitt zwischen Issum und Kamp-Lintfort, markiert durch den historischen Kanal Fossa Eugeniana. Durch diesen Einschnitt kreuzen heute mehrere kleine Fließgewässer den Höhenzug Richtung Westen (das heißt ins Einzugsgebiet von Niers und Maas), darunter die Nenneper und Issumer Fleuth.
Östlich des Schaephuyser Höhenzuges liegen, als südliches Ende der in diesem Bereich weitgehend erodierten Kamper/Mintarder Staffel, in einem weiten Bogen westlich um Kamp-Lintfort einige vereinzelte Inselberge, siehe unten. Höchster davon ist der Eyller Berg; er ist als Deponie von einst 63 m auf inzwischen 77 m angewachsen.
Nördlich des Fossa-Eugeniana-Einschnittes und in nordwestlicher Fortsetzung der Inselberge bei Kamp-Lintfort folgt als nächster Hauptabschnitt die flache, plateauartige Bönninghardt. Diese hat im Bereich des Höhenrandes einige markante Hochpunkte: In der südöstlichen Ecke, am Rand der Leucht, werden Höhen bis 54 m erreicht. Der höchste Punkt der Bönninghardt ist der Haagsche Berg ganz im Norden mit 59,7 m. Nördlich der Bönninghardt, bei Sonsbeck, wird der Niederrheinische Höhenzug durch einen weiteren flachen Einschnitt unterbrochen.
Den nächsten Hauptabschnitt bildet der Xantener Stauchwallbogen, der durch den Xantener Lobus geformt wurde. Dieser Bogen zieht sich im Uhrzeigersinn von Xanten, nördlich an Sonsbeck vorbei, zwischen Labbeck und Balberg hindurch, bis Marienbaum. Er beginnt im Osten, bei Xanten, mit der bis 76,1 m hohen Hees und dem Fürstenberg (71,6 m). Westlich liegt ein flacher Einschnitt (NSG Grenzdyck mit Bach Hohe Ley), danach folgt im Süden des Bogens die nur sporadisch bewaldete „Sonsbecker Schweiz“, die östlich des Aussichtsturms Dürsberg eine Höhe von 92 m erreicht und den Südostteil des ansonsten deutlich stärker bewaldeten Balberger Höhenrückens bildet, der sich von Sonsbeck nach Norden bis Marienbaum zieht.
Der westliche Teil des Balberger oder Labbecker Höhenrückens besteht aus dem Tüschenwald (bis 89,2 m) im Süden und dem Uedemer Hochwald (bis 74,5 m) im Norden. Nach Westen hin wird der Xantener Bogen durch den Uedemer Bruch begrenzt.
Auf der anderen Seite des Uedemer Bruches setzt sich der Niederrheinische Höhenzug mit den Pfalzdorfer Höhen fort, die sich über die niederländische Grenze hinweg bis nach Nijmegen erstrecken. Diese plateauartige Hochebene wird auf deutschem Gebiet im Osten auch Gocher Heide, im mittleren Bereich Pfalzdorfer Lössplateau und im Westen Reichswald genannt. Markante Erhebungen liegen wiederum in Bereich des Höhenrandes, der insbesondere im Norden und Osten als Stauchwall ausgeprägt ist. Im Süden und Osten, von Goch über Uedem bis Kalkar, erstreckt sich der Pfalzdorfer Höhenrand, der im Osten Höhen bis 60 m erreicht. Die Hügelkette am Nordrand, zwischen Kalkar und Bedburg-Hau, wird Bedburg-Moyländer Höhenzug genannt.
Am nordwestlichen Ende dieses Abschnittes liegt ein markanter, doppelter (ω-förmiger) Stauchwallbogen, der durch zwei Gletscherzungen geformt wurde: Der Kranenburger Lobus formte den Kranenburger Höhenrand, der sich von Kleve südlich um Kranenburg herumzieht. Etwas südlich davon liegen die Reichwaldhöhen. Der höchste Punkt in diesem Abschnitt und gleichzeitig die höchste Erhebung des gesamten Niederrheinischen Höhenzuges ist der Klever Berg mit 106,8 m, gekrönt durch einen Aussichtsturm (siehe Bild). Westlich, bereits größtenteils auf niederländischem Gebiet, schließt sich ein zweites Zungenbecken an, welches durch den Groesbeeker Lobus geformt wurde: Der Stauchwall beginnt bei Kranenburg und zieht sich südlich um Groesbeek herum bis nach Berg en Dal und Nijmegen. Der südliche und westliche Teil des Bogens wird Zeven Heuvelen (Sieben Hügel) genannt. Bei Nijmegen, wo der Rhein am Gelderse Poort (dem Tor zum Gelderland) die Stauchwallkette durchbricht und sich in Nederrijn und Waal aufteilt, endet der Niederrheinische Höhenzug.
Nördlich des Rhein-Einschnittes trennt sich der Höhenzug deutlich in mindestens zwei Eisrandlagen auf: Die westliche Linie (Amersfoort-Stadium, Fortsetzung der Neusser/Krefelder Staffel) bildet der Utrechter Hügelrücken, der bei Rhenen beginnt und sich westlich des Gelderse Vallei (Geldrischen Tales), zwischen Utrecht und Amersfoort hindurch, Richtung Nordwesten über Hilversum bis nach Bussum am IJsselmeer zieht. Der östliche Teil (Fortsetzung unter anderem der Kamper/Mintarder Staffel) zieht sich von Arnheim auf der Ostseite des Gelderse Vallei Richtung Nord-Nordosten durch die Östliche Veluwe (Hoge Veluwe) westlich an Apeldoorn vorbei über Zwolle bis in die Region Drenthe. Zu dieser Staffel gehört auch der Bergherbos (Bergher Wald) im Montferland nördlich von Emmerich und der Paasberg bei Terborg.

## Nutzung

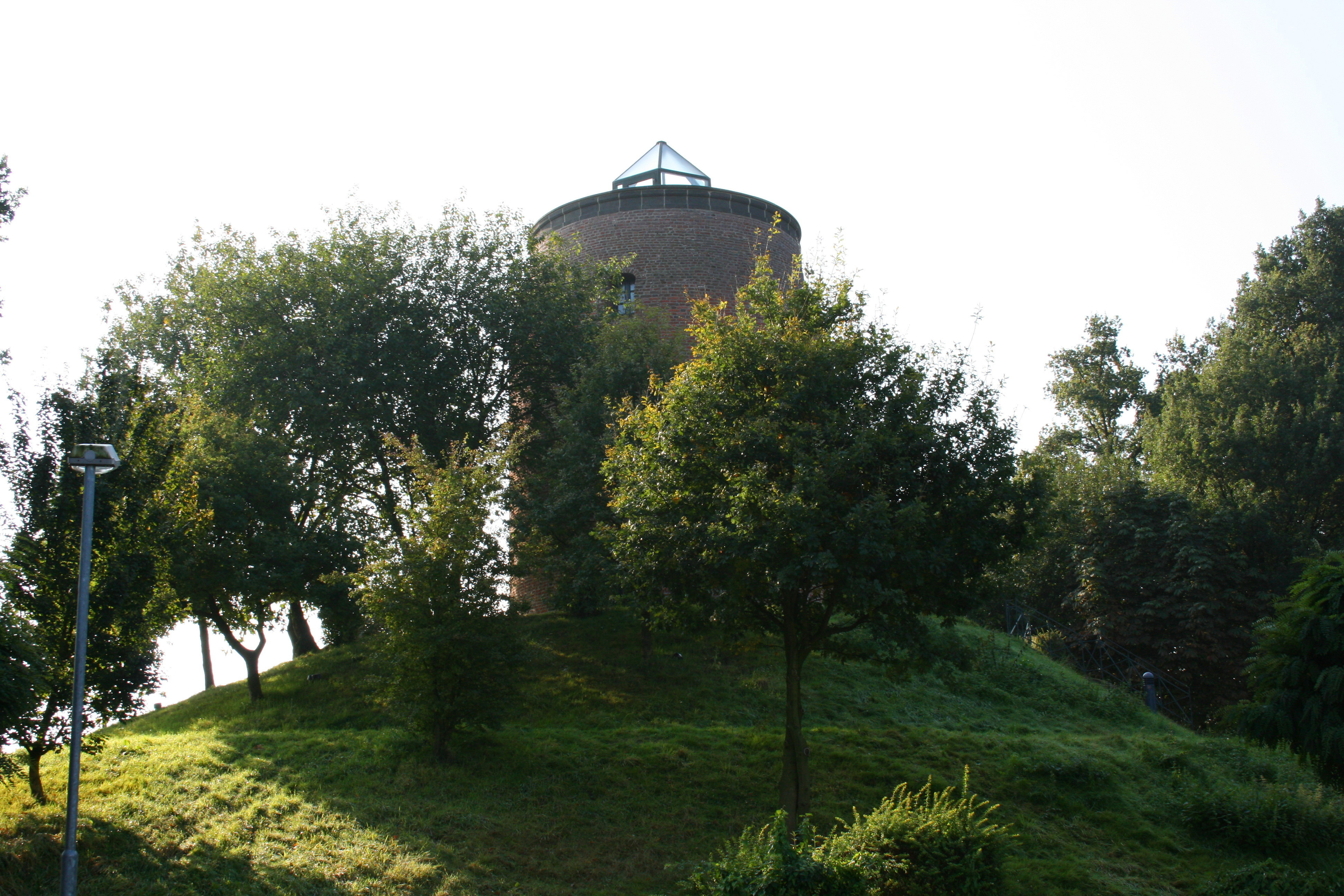
Ehemalige Windmühle Hohe Mühle auf dem Katzenberg bei Uedem, heute Aussichtsturm

Wegen des trockenen und sandig-kiesigen Untergrundes ist der Niederrheinische Höhenzug zumeist – mit Ausnahme einiger flacher Zonen mit hohen Lößanteilen – wenig für eine landwirtschaftliche Nutzung geeignet. Zumeist ist der Rücken bewaldet. An einigen Stellen finden sich Sand- und Kiesgruben.
Wegen der exponierten Höhenlage und der daraus resultierenden günstigen Windverhältnisse war der Rücken des Niederrheinischen Höhenzuges in der Vergangenheit ein bevorzugter Standort für Windmühlen. Heute finden sich aus demselben Grund einige moderne Windkraftanlagen an seinen Flanken. Daneben dient der Höhenzug als Aufstellungsort für diverse andere Bauwerke, für die ein erhöhter Standort von Vorteil ist: Sendemasten und Antennenanlagen, Hochbehälter, Feuerwachtürme etc.
In neuerer Zeit wurde der Höhenzug von den anliegenden Kommunen auch für Naherholung und für den Tourismus entdeckt. Einige Bereiche sind durch ein Wander- und Radwegenetz erschlossen. An mehreren besonders exponierten Stellen, die eine besonders gute Fernsicht bieten, wurden Aussichtstürme errichtet.

## Liste von Bergen und Erhebungen
| Hauptabschnitt                                                     | Teilabschnitt (nächstgelegener Ort)                                                                                       | Berg/Erhebung                                 | Höhe (A1)    | Koordinaten (A1)      | Bemerkungen/Quellen                                                                                     |
| ------------------------------------------------------------------ | --- | --------------------------------------------- | ------------ | --------------------- | --- |
| Pfalzdorfer Höhen Ketelwald                                        | Zeven Heuvelen (niederländischer Teil des Groesbeeker Lobus, bei Groesbeek/Nijmegen)                                      | Duivelsberg (Wylerberg)                       | 75,9         | 51° 49′ N, 005° 57′ O | |
| Pfalzdorfer Höhen Ketelwald                                        | Zeven Heuvelen (niederländischer Teil des Groesbeeker Lobus, bei Groesbeek/Nijmegen)                                      | Boterberg                                     | 46           | 51° 50′ N, 005° 55′ O | ganz in der Nähe liegen auch noch Stollenberg und Ravenberg                                             |
| Pfalzdorfer Höhen Ketelwald                                        | Zeven Heuvelen (niederländischer Teil des Groesbeeker Lobus, bei Groesbeek/Nijmegen)                                      | Muntberg                                      | 82           | 51° 48′ N, 005° 54′ O | |
| Pfalzdorfer Höhen Ketelwald                                        | Zeven Heuvelen (niederländischer Teil des Groesbeeker Lobus, bei Groesbeek/Nijmegen)                                      | Hooge Hoenderberg                             | 61           | 51° 47′ N, 005° 54′ O | |
| Pfalzdorfer Höhen Ketelwald                                        | Zeven Heuvelen (niederländischer Teil des Groesbeeker Lobus, bei Groesbeek/Nijmegen)                                      | Wolfsberg                                     |              | 51° 46′ N, 005° 55′ O | |
| Pfalzdorfer Höhen Ketelwald                                        | Zeven Heuvelen (niederländischer Teil des Groesbeeker Lobus, bei Groesbeek/Nijmegen)                                      | Mookerschans (Mookerheide)                    | 75           | 51° 45′ N, 005° 54′ O | |
| Pfalzdorfer Höhen Ketelwald                                        | Zeven Heuvelen (niederländischer Teil des Groesbeeker Lobus, bei Groesbeek/Nijmegen)                                      | Sint Jansberg (Kiekberg)                      | 79           | 51° 45′ N, 005° 55′ O | |
| Pfalzdorfer Höhen Ketelwald                                        | Reichswaldhöhen / deutscher Teil des Groesbeeker Lobus (bei Grafwegen)                                                    | N.N.                                          | 74           | 51° 45′ N, 005° 58′ O | nahe dem Feuerwachturm; unweit liegt der bekannte Findling "Goldenes Kalb"                              |
| Pfalzdorfer Höhen Ketelwald                                        | Reichswaldhöhen / deutscher Teil des Groesbeeker Lobus (bei Grafwegen)                                                    | Jan                                           | 66           | 51° 45′ N, 005° 58′ O | |
| Pfalzdorfer Höhen Ketelwald                                        | Reichswaldhöhen / deutscher Teil des Groesbeeker Lobus (bei Grafwegen)                                                    | Jäje                                          | 54 (A2)      | 51° 44′ N, 005° 58′ O | („Sohn von Jan“)                                                                                        |
| Pfalzdorfer Höhen Ketelwald                                        | Reichswaldhöhen / deutscher Teil des Groesbeeker Lobus (bei Grafwegen)                                                    | Hunsköbel                                     | 62 (A2)      | 51° 45′ N, 005° 58′ O | |
| Pfalzdorfer Höhen Ketelwald                                        | Reichswaldhöhen / deutscher Teil des Groesbeeker Lobus (bei Grafwegen)                                                    | Hertenkop                                     | 50 (A2)      | 51° 45′ N, 005° 59′ O | |
| Pfalzdorfer Höhen Ketelwald                                        | Reichswaldhöhen / deutscher Teil des Groesbeeker Lobus (bei Grafwegen)                                                    | Freudenberg (Freilenberg)                     | 71           | 51° 45′ N, 005° 59′ O | |
| Pfalzdorfer Höhen Ketelwald                                        | Reichswaldhöhen/Kranenburger Lobus (südlich von Kranenburg bis Kleve)                                                     | Drüller Berg (Drölsenberg)                    | 76           | 51° 46′ N, 006° 00′ O | |
| Pfalzdorfer Höhen Ketelwald                                        | Reichswaldhöhen/Kranenburger Lobus (südlich von Kranenburg bis Kleve)                                                     | Vossenhögt                                    | 53 (A2)      | 51° 46′ N, 006° 00′ O | |
| Pfalzdorfer Höhen Ketelwald                                        | Reichswaldhöhen/Kranenburger Lobus (südlich von Kranenburg bis Kleve)                                                     | Brandenberg                                   | 90           | 51° 46′ N, 006° 01′ O | |
| Pfalzdorfer Höhen Ketelwald                                        | Reichswaldhöhen/Kranenburger Lobus (südlich von Kranenburg bis Kleve)                                                     | Pölhögt                                       | 60 (A2)      | 51° 46′ N, 006° 01′ O | |
| Pfalzdorfer Höhen Ketelwald                                        | Reichswaldhöhen/Kranenburger Lobus (südlich von Kranenburg bis Kleve)                                                     | Frasselter Berg                               | 40+          | 51° 47′ N, 006° 02′ O | |
| Pfalzdorfer Höhen Ketelwald                                        | Reichswaldhöhen/Kranenburger Lobus (südlich von Kranenburg bis Kleve)                                                     | Heyberg                                       | 40+          | 51° 46′ N, 006° 02′ O | Standort Windkraftanlage                                                                                |
| Pfalzdorfer Höhen Ketelwald                                        | Reichswaldhöhen/Kranenburger Lobus (südlich von Kranenburg bis Kleve)                                                     | Lentsenberg                                   | 85           | 51° 45′ N, 006° 01′ O | |
| Pfalzdorfer Höhen Ketelwald                                        | Reichswaldhöhen/Kranenburger Lobus (südlich von Kranenburg bis Kleve)                                                     | Himmelsleiter                                 | 80+          | 51° 45′ N, 006° 01′ O | |
| Pfalzdorfer Höhen Ketelwald                                        | Reichswaldhöhen/Kranenburger Lobus (südlich von Kranenburg bis Kleve)                                                     | Beginenberg                                   | 76 (A2)      | 51° 46′ N, 006° 01′ O | |
| Pfalzdorfer Höhen Ketelwald                                        | Reichswaldhöhen/Kranenburger Lobus (südlich von Kranenburg bis Kleve)                                                     | Hauberg                                       | 68           | 51° 45′ N, 006° 01′ O | |
| Pfalzdorfer Höhen Ketelwald                                        | Reichswaldhöhen/Kranenburger Lobus (südlich von Kranenburg bis Kleve)                                                     | Rauwenberg                                    | 70 (A2)      | 51° 45′ N, 006° 03′ O | |
| Pfalzdorfer Höhen Ketelwald                                        | Reichswaldhöhen/Kranenburger Lobus (südlich von Kranenburg bis Kleve)                                                     | Godlofsenberg                                 | 81           | 51° 45′ N, 006° 03′ O | |
| Pfalzdorfer Höhen Ketelwald                                        | Reichswaldhöhen/Kranenburger Lobus (südlich von Kranenburg bis Kleve)                                                     | Geldenberg                                    | 89           | 51° 45′ N, 006° 03′ O | mit Feuerwachturm                                                                                       |
| Pfalzdorfer Höhen Ketelwald                                        | Reichswaldhöhen/Kranenburger Lobus (südlich von Kranenburg bis Kleve)                                                     | Köningsstuhl                                  | 64 (A2)      | 51° 45′ N, 006° 04′ O | |
| Pfalzdorfer Höhen Ketelwald                                        | Reichswaldhöhen/Kranenburger Lobus (südlich von Kranenburg bis Kleve)                                                     | Pölsberg                                      | 78 (A2)      | 51° 45′ N, 006° 04′ O | |
| Pfalzdorfer Höhen Ketelwald                                        | Reichswaldhöhen/Kranenburger Lobus (südlich von Kranenburg bis Kleve)                                                     | Neun-Uhren-Berg (Negenurenberg)               | 87           | 51° 46′ N, 006° 04′ O | |
| Pfalzdorfer Höhen Ketelwald                                        | Reichswaldhöhen/Kranenburger Lobus (südlich von Kranenburg bis Kleve)                                                     | Treppkesberg (Trepkesberg)                    | 84           | 51° 46′ N, 006° 04′ O | |
| Pfalzdorfer Höhen Ketelwald                                        | Reichswaldhöhen/Kranenburger Lobus (südlich von Kranenburg bis Kleve)                                                     | Rosenbordenberg                               | 81 (A2)      | 51° 46′ N, 006° 05′ O | |
| Pfalzdorfer Höhen Ketelwald                                        | Reichswaldhöhen/Kranenburger Lobus (südlich von Kranenburg bis Kleve)                                                     | Grote Högt                                    | 70 (A2)      | 51° 46′ N, 006° 05′ O | |
| Pfalzdorfer Höhen Ketelwald                                        | Reichswaldhöhen/Kranenburger Lobus (südlich von Kranenburg bis Kleve)                                                     | Stoppelberg                                   | 92           | 51° 46′ N, 006° 05′ O | |
| Pfalzdorfer Höhen Ketelwald                                        | Reichswaldhöhen/Kranenburger Lobus (südlich von Kranenburg bis Kleve)                                                     | Wolfsberg                                     | 46           | 51° 47′ N, 006° 04′ O | ehemals Sandgrube, heute Naturschutzgebiet                                                              |
| Pfalzdorfer Höhen Ketelwald                                        | Reichswaldhöhen/Kranenburger Lobus (südlich von Kranenburg bis Kleve)                                                     | Hingstberg                                    | 33,3         | 51° 47′ N, 006° 04′ O | ehemals Sandgrube, heute Naturschutzgebiet                                                              |
| Pfalzdorfer Höhen Ketelwald                                        | Reichswaldhöhen/Kranenburger Lobus (südlich von Kranenburg bis Kleve)                                                     | Mönnikenberg                                  | 65 (A2)      | 51° 46′ N, 006° 05′ O | |
| Pfalzdorfer Höhen Ketelwald                                        | Reichswaldhöhen/Kranenburger Lobus (südlich von Kranenburg bis Kleve)                                                     | Rupenberg                                     | 95 (A2) (A3) | 51° 46′ N, 006° 05′ O | |
| Pfalzdorfer Höhen Ketelwald                                        | Reichswaldhöhen/Kranenburger Lobus (südlich von Kranenburg bis Kleve)                                                     | Köhlerberg                                    | 74 (A2)      | 51° 47′ N, 006° 05′ O | |
| Pfalzdorfer Höhen Ketelwald                                        | Reichswaldhöhen/Kranenburger Lobus (südlich von Kranenburg bis Kleve)                                                     | Maselberg                                     | 52,5         | 51° 47′ N, 006° 05′ O | |
| Pfalzdorfer Höhen Ketelwald                                        | Reichswaldhöhen/Kranenburger Lobus (südlich von Kranenburg bis Kleve)                                                     | Vossberg                                      | 46           | 51° 47′ N, 006° 05′ O | |
| Pfalzdorfer Höhen Ketelwald                                        | Reichswaldhöhen/Kranenburger Lobus (südlich von Kranenburg bis Kleve)                                                     | Spielberg                                     | 53,6         | 51° 48′ N, 006° 06′ O | Standort Kriegerdenkmal                                                                                 |
| Pfalzdorfer Höhen Ketelwald                                        | Reichswaldhöhen/Kranenburger Lobus (südlich von Kranenburg bis Kleve)                                                     | Klever Berg                                   | 106 (A4)     | 51° 47′ N, 006° 07′ O | mit Aussichtsturm                                                                                       |
| Pfalzdorfer Höhen Ketelwald                                        | Reichswaldhöhen/Kranenburger Lobus (südlich von Kranenburg bis Kleve)                                                     | Sternberg                                     | 86           | 51° 48′ N, 006° 07′ O | Standort Kriegerdenkmal                                                                                 |
| Pfalzdorfer Höhen Ketelwald                                        | Bedburg-Moyländer Höhen (von Kleve über Bedburg-Hau und Moyland bis Kalkar)                                               | Schollenberg                                  | 34,9         | 51° 45′ N, 006° 13′ O | |
| Pfalzdorfer Höhen Ketelwald                                        | Bedburg-Moyländer Höhen (von Kleve über Bedburg-Hau und Moyland bis Kalkar)                                               | Eselsberg                                     | 41           | 51° 45′ N, 006° 12′ O | ehemals Standort Bockwindmühle Schneppenbaumer Mühle (1926 abgerissen)                                  |
| Pfalzdorfer Höhen Ketelwald                                        | Bedburg-Moyländer Höhen (von Kleve über Bedburg-Hau und Moyland bis Kalkar)                                               | Sternberg (bei Schneppenbaum)                 | 43           | 51° 45′ N, 006° 13′ O | |
| Pfalzdorfer Höhen Ketelwald                                        | Bedburg-Moyländer Höhen (von Kleve über Bedburg-Hau und Moyland bis Kalkar)                                               | Kalkarberg                                    | 46,7         | 51° 44′ N, 006° 17′ O | Standort Kaserne mit Sendeanlagen                                                                       |
| Pfalzdorfer Höhen Ketelwald                                        | Bedburg-Moyländer Höhen (von Kleve über Bedburg-Hau und Moyland bis Kalkar)                                               | Monreberg                                     | 68,3         | 51° 43′ N, 006° 18′ O | Standort Sendemasten und Wasserhochbehälter                                                             |
| Pfalzdorfer Höhen Ketelwald                                        | Bedburg-Moyländer Höhen (von Kleve über Bedburg-Hau und Moyland bis Kalkar)                                               | Pierenberg                                    | 57,6         | 51° 43′ N, 006° 18′ O | |
| Pfalzdorfer Höhen Ketelwald                                        | Pfalzdorfer Höhenrand (von Kalkar über Uedem bis Goch)                                                                    | Totenhügel                                    | 53+          | 51° 42′ N, 006° 18′ O | Standort Kiesgrube                                                                                      |
| Pfalzdorfer Höhen Ketelwald                                        | Pfalzdorfer Höhenrand (von Kalkar über Uedem bis Goch)                                                                    | Paulsberg                                     | 55           | 51° 41′ N, 006° 18′ O | Militärgebiet                                                                                           |
| Pfalzdorfer Höhen Ketelwald                                        | Pfalzdorfer Höhenrand (von Kalkar über Uedem bis Goch)                                                                    | Katzenberg                                    | 54           | 51° 40′ N, 006° 17′ O | Standort der Windmühle Hohe Mühle, heute Aussichtsturm (Bild)                                           |
| Pfalzdorfer Höhen Ketelwald                                        | Pfalzdorfer Höhenrand (von Kalkar über Uedem bis Goch)                                                                    | Rother Berg                                   | 48,5         | 51° 40′ N, 006° 17′ O | Standort Sendemasten, Kaserne                                                                           |
| Pfalzdorfer Höhen Ketelwald                                        | Pfalzdorfer Höhenrand (von Kalkar über Uedem bis Goch)                                                                    | Klutenberg                                    | 40,1         | 51° 39′ N, 006° 17′ O | |
| Pfalzdorfer Höhen Ketelwald                                        | Pfalzdorfer Höhenrand (von Kalkar über Uedem bis Goch)                                                                    | Gochfortzberg                                 | 45,2         | 51° 39′ N, 006° 18′ O | |
| Pfalzdorfer Höhen Ketelwald                                        | Pfalzdorfer Höhenrand (von Kalkar über Uedem bis Goch)                                                                    | Kalvariberg                                   | 34           | 51° 43′ N, 006° 06′ O | |
| Xantener Lobus                                                     | Balberger/Labbecker Höhen, (Sonsbecker Schweiz, Tüschenwald, Uedemer Hochwald, zwischen Sonsbeck, Labbeck und Marienbaum) | N.N. (im Uedemer Hochwald)                    | 72           | 51° 41′ N, 006° 22′ O | nahe dem Fernmeldeturm                                                                                  |
| Xantener Lobus                                                     | Balberger/Labbecker Höhen, (Sonsbecker Schweiz, Tüschenwald, Uedemer Hochwald, zwischen Sonsbeck, Labbeck und Marienbaum) | Hufscher Berg                                 | 46           | 51° 40′ N, 006° 22′ O | |
| Xantener Lobus                                                     | Balberger/Labbecker Höhen, (Sonsbecker Schweiz, Tüschenwald, Uedemer Hochwald, zwischen Sonsbeck, Labbeck und Marienbaum) | Die Hau                                       | 73           | 51° 39′ N, 006° 21′ O | |
| Xantener Lobus                                                     | Balberger/Labbecker Höhen, (Sonsbecker Schweiz, Tüschenwald, Uedemer Hochwald, zwischen Sonsbeck, Labbeck und Marienbaum) | Steinhügel                                    | 79,2         | 51° 39′ N, 006° 21′ O | |
| Xantener Lobus                                                     | Balberger/Labbecker Höhen, (Sonsbecker Schweiz, Tüschenwald, Uedemer Hochwald, zwischen Sonsbeck, Labbeck und Marienbaum) | N.N. (im nördlichen Tüschenwald bei Wessels)  | 86,9         | 51° 39′ N, 006° 21′ O | Standort Sendeturm                                                                                      |
| Xantener Lobus                                                     | Balberger/Labbecker Höhen, (Sonsbecker Schweiz, Tüschenwald, Uedemer Hochwald, zwischen Sonsbeck, Labbeck und Marienbaum) | Balberg (Balberger Höhe)                      | 87,4         | 51° 38′ N, 006° 22′ O | |
| Xantener Lobus                                                     | Balberger/Labbecker Höhen, (Sonsbecker Schweiz, Tüschenwald, Uedemer Hochwald, zwischen Sonsbeck, Labbeck und Marienbaum) | Op den Hövel                                  | 85,9         | 51° 38′ N, 006° 24′ O | |
| Xantener Lobus                                                     | Balberger/Labbecker Höhen, (Sonsbecker Schweiz, Tüschenwald, Uedemer Hochwald, zwischen Sonsbeck, Labbeck und Marienbaum) | Auf dem Berg                                  | 78,8         | 51° 37′ N, 006° 24′ O | |
| Xantener Lobus                                                     | Balberger/Labbecker Höhen, (Sonsbecker Schweiz, Tüschenwald, Uedemer Hochwald, zwischen Sonsbeck, Labbeck und Marienbaum) | Krobsberg                                     | 75,7         | 51° 38′ N, 006° 22′ O | |
| Xantener Lobus                                                     | Balberger/Labbecker Höhen, (Sonsbecker Schweiz, Tüschenwald, Uedemer Hochwald, zwischen Sonsbeck, Labbeck und Marienbaum) | Dürsberg                                      | 79           | 51° 37′ N, 006° 23′ O | Mit Aussichtsturm. Etwa 0,5 km nordwestlich des Dürsberges liegt eine namenlose Anhöhe mit 80,9 m Höhe. |
| Xantener Lobus                                                     | Balberger/Labbecker Höhen, (Sonsbecker Schweiz, Tüschenwald, Uedemer Hochwald, zwischen Sonsbeck, Labbeck und Marienbaum) | Die Wendeltreppe                              | 60+          | 51° 37′ N, 006° 23′ O | |
| Xantener Lobus                                                     | Balberger/Labbecker Höhen, (Sonsbecker Schweiz, Tüschenwald, Uedemer Hochwald, zwischen Sonsbeck, Labbeck und Marienbaum) | Sandberg                                      | 48,9         | 51° 37′ N, 006° 25′ O | ehemalige Sandgrube                                                                                     |
| Xantener Lobus                                                     | Die Hees / Maikamer (bei Xanten)                                                                                          | Fürstenberg (auch: Ob Tolls Berg)             | 75 (A5)      | 51° 39′ N, 006° 28′ O | Standort römisches Legionslager Castra Vetera, Ostflanke heute Naturschutzgebiet                        |
| Xantener Lobus                                                     | Die Hees / Maikamer (bei Xanten)                                                                                          | Heesberg                                      | 72,6         | 51° 39′ N, 006° 27′ O | Standort Feuerwachturm, Sendemast                                                                       |
| Xantener Lobus                                                     | Die Hees / Maikamer (bei Xanten)                                                                                          | Wolfsberg                                     | 74,8         | 51° 38′ N, 006° 27′ O | |
| Xantener Lobus                                                     | Die Hees / Maikamer (bei Xanten)                                                                                          | Dachsberg                                     | 56           | 51° 39′ N, 006° 28′ O | |
| Xantener Lobus                                                     | Die Hees / Maikamer (bei Xanten)                                                                                          | Drei-Bäumchen-Berg                            | 75,5         | 51° 38′ N, 006° 28′ O | Standort Sendeturm (Richtfunkschaltstelle der Luftwaffe); drei als Naturdenkmal geschützte Findlinge    |
| Bönninghardt                                                       | Bönninghardt | Stebbigsberg                                  | 33,2         | 51° 35′ N, 006° 25′ O | |
| Bönninghardt                                                       | Bönninghardt | Schmitteberg                                  | 35+          | 51° 35′ N, 006° 25′ O | weitere flache Hügel in der Nähe: Bramenberg, Brückenberg, Legeberg                                     |
| Bönninghardt                                                       | Bönninghardt | Paßenberg (Passberg)                          | 35           | 51° 36′ N, 006° 26′ O | ehemals Sand-/Kiesgrube                                                                                 |
| Bönninghardt                                                       | Bönninghardt | Haagscher Berg                                | 57,8         | 51° 35′ N, 006° 27′ O | |
| Bönninghardt                                                       | Bönninghardt | Mühlenhöhe Alpen                              | 57,2         | 51° 35′ N, 006° 30′ O | Standort Altes Kastell und Alte Mühle                                                                   |
| Bönninghardt                                                       | Bönninghardt | Die Leucht                                    | 53+          | 51° 33′ N, 006° 31′ O | |
| Inselberge bei Kamp-Lintfort                                       | Inselberge bei Kamp-Lintfort                                                                                              | Niersenberg                                   | 37,9         | 51° 31′ N, 006° 32′ O | |
| Inselberge bei Kamp-Lintfort                                       | Inselberge bei Kamp-Lintfort                                                                                              | Kamper Berg (auch: Hoher Busch)               | 35,8         | 51° 31′ N, 006° 31′ O | Standort Kloster Kamp                                                                                   |
| Inselberge bei Kamp-Lintfort                                       | Inselberge bei Kamp-Lintfort                                                                                              | Dachsberg                                     | 54,8         | 51° 30′ N, 006° 30′ O | |
| Inselberge bei Kamp-Lintfort                                       | Inselberge bei Kamp-Lintfort                                                                                              | Rayener Berg                                  | 63 (A6)      | 51° 28′ N, 006° 32′ O | Standort Windmühle; Naturschutzgebiet                                                                   |
| Inselberge bei Kamp-Lintfort                                       | Inselberge bei Kamp-Lintfort                                                                                              | Gülixberg                                     | 43,5         | 51° 27′ N, 006° 32′ O | |
| Schaephuysener Höhen (von Oermten über Schaephuysen bis Tönisberg) | Schaephuysener Höhen (von Oermten über Schaephuysen bis Tönisberg)                                                        | Oermter Berg (Oermtschen Berg)                | 68,1         | 51° 29′ N, 006° 28′ O | Windpark auf der Westflanke                                                                             |
| Schaephuysener Höhen (von Oermten über Schaephuysen bis Tönisberg) | Schaephuysener Höhen (von Oermten über Schaephuysen bis Tönisberg)                                                        | Warzberg                                      | 64           | 51° 28′ N, 006° 28′ O | |
| Schaephuysener Höhen (von Oermten über Schaephuysen bis Tönisberg) | Schaephuysener Höhen (von Oermten über Schaephuysen bis Tönisberg)                                                        | Mühlenberg (bei Rheurdt)                      | 69,5         | 51° 28′ N, 006° 28′ O | Standort Sendemast auf der Ostflanke                                                                    |
| Schaephuysener Höhen (von Oermten über Schaephuysen bis Tönisberg) | Schaephuysener Höhen (von Oermten über Schaephuysen bis Tönisberg)                                                        | Schardenberg / Finkenberg                     | 77           | 51° 27′ N, 006° 28′ O | |
| Schaephuysener Höhen (von Oermten über Schaephuysen bis Tönisberg) | Schaephuysener Höhen (von Oermten über Schaephuysen bis Tönisberg)                                                        | Saelhuyser Berg                               | 80,3         | 51° 27′ N, 006° 28′ O | Standort Wasser-Hochbehälter                                                                            |
| Schaephuysener Höhen (von Oermten über Schaephuysen bis Tönisberg) | Schaephuysener Höhen (von Oermten über Schaephuysen bis Tönisberg)                                                        | Mühlenberg (bei Schaephuysen)                 | 65,8         | 51° 26′ N, 006° 28′ O | Standort ehemalige Windmühle St. Michael-Turm                                                           |
| Schaephuysener Höhen (von Oermten über Schaephuysen bis Tönisberg) | Schaephuysener Höhen (von Oermten über Schaephuysen bis Tönisberg)                                                        | Hahnenberg                                    | 69,2         | 51° 26′ N, 006° 28′ O | |
| Schaephuysener Höhen (von Oermten über Schaephuysen bis Tönisberg) | Schaephuysener Höhen (von Oermten über Schaephuysen bis Tönisberg)                                                        | Windberg                                      | 69,7         | 51° 26′ N, 006° 28′ O | Standort Funkkontrollmessstelle der Bundesnetzagentur                                                   |
| Schaephuysener Höhen (von Oermten über Schaephuysen bis Tönisberg) | Schaephuysener Höhen (von Oermten über Schaephuysen bis Tönisberg)                                                        | Mühlenberg (bei Haag)                         | 63,6         | 51° 25′ N, 006° 29′ O | heute steht hier keine Mühle mehr                                                                       |
| Schaephuysener Höhen (von Oermten über Schaephuysen bis Tönisberg) | Schaephuysener Höhen (von Oermten über Schaephuysen bis Tönisberg)                                                        | Wartsberg                                     | 68           | 51° 25′ N, 006° 29′ O | |
| Schaephuysener Höhen (von Oermten über Schaephuysen bis Tönisberg) | Schaephuysener Höhen (von Oermten über Schaephuysen bis Tönisberg)                                                        | Tönisberger Höhen (Tönisberg, Hattmanns-Berg) | 55+          | 51° 24′ N, 006° 30′ O | Standort der Tönisberger Mühle, Sendemast und Schacht Niederberg IV                                     |
| Schaephuysener Höhen (von Oermten über Schaephuysen bis Tönisberg) | Schaephuysener Höhen (von Oermten über Schaephuysen bis Tönisberg)                                                        | Wolfsberg                                     | 55+          | 51° 24′ N, 006° 31′ O | |
| Inselberge bei Krefeld                                             | Inselberge bei Krefeld | Hülser Berg                                   | 63           | 51° 23′ N, 006° 32′ O | mit Aussichtsturm                                                                                       |
| Inselberge bei Krefeld                                             | Inselberge bei Krefeld | Egelsberg                                     | 47           | 51° 23′ N, 006° 35′ O | Standort der Egelsbergmühle                                                                             |

Anmerkungen zur Tabelle:
Weitere Anmerkungen:
- Der Kapuzinerberg und der Inrather Berg bei Krefeld sowie der Eyller Berg, der Pattberg und die Halden Norddeutschland und Rossenray bei Kamp-Lintfort sind künstliche Berge; sie gehören geologisch nicht zum Niederrheinischen Höhenzug.
- Auch der Süchtelner Höhenzug (auch Viersener Horst genannt), der sich von Mönchengladbach über Viersen und Süchteln bis Grefrath zieht, wird – obwohl in der Region Niederrhein gelegen – nicht zu den Niederrheinischen Höhen gezählt. Die Süchtelner Höhen entstanden nicht, wie noch bis in die 1970er Jahre angenommen, als Stauchendmoräne, sondern bereits vor circa 25 Millionen Jahren als Horst.[35]